# Confitería Prast
Confitería Prast es una repostería de Madrid fundada en 1866 por los hermanos Prast, tenderos de origen bajoaragonés, como ampliación del establecimiento de ultramarinos fundado en 1853, y situada en el número ocho de la calle Arenal. Mencionada por Luis Coloma en 1894, como la casa del ratoncito Pérez en el cuento que con similar título escribió para Alfonso XIII de España.

## Historia

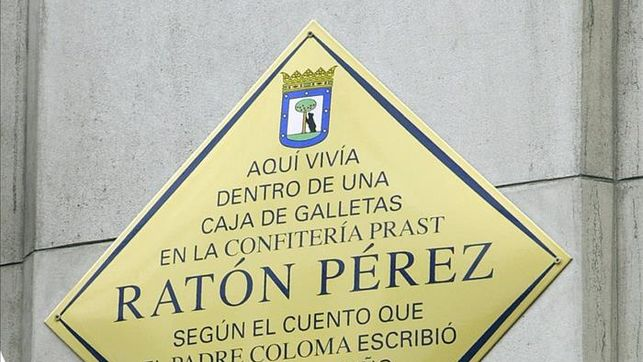
Homenaje del Ayuntamiento de Madrid a Prast y al Ratón Pérez, en la fachada de Arenal, 8.

Mediado el siglo XIX, los hermanos Carlos, Eugenio y Julián abrieron una tienda de ultramarinos en la calle Arenal, proveedor de la Real Casa desde 1863, y abasteciendo a Palacio durante los reinados de Isabel II, Alfonso XII y Alfonso XIII (circunstancia de la que la publicidad de Prast hacía elocuente ostentación). El exquisito y refinado ultramarinos dio origen en 1866, a una confitería, en el mismo tramo de la calle.
La visión comercial de Carlos Prast y Julián y de su hijo y sucesor en el negocio (Carlos Prast y Rodríguez de Llano, que fue presidente de la Cámara de Comercio, Industria y Navegación en 1910, alcalde de la Villa en 1914 y senador real) ha dejado un atractivo y curioso conjunto de ejemplos de promoción publicitaria, frecuentes en los periódicos de la época. También acuñó monedas de la confitería -las famosas monedas de chocolate-, y recibió premios y medallas en exposiciones celebradas en distintas capitales españolas y extranjeras, en 1867 (Madrid y Valencia), Zaragoza (1868), Madrid de nuevo (1871), Viena (1873) y medalla de oro en la Exposición universal de Bruselas de 1910; algunas de las cuales se muestran en la fachada del establecimiento.
El cronista culinario Ángel Muro en su obra El Practicón (1893) afirmaba que "...Si todos los almacenes de géneros ultramarinos de España fueran como los de Potín en París, el de Carlos Prast y Julián en Madrid, el de R. Mestre en Barcelona, y los de Arana en San Sebastián, entonces no tendría yo necesidad de llamar la atención sobre un extremo que tanto interesa á la buena alimentación".

## En la literatura
Benito Pérez Galdós la menciona en varias de sus obras. Así aparece reseñada por ejemplo en uno de sus episodios nacionales, el titulado España trágica (número 42), cuando el protagonista le dice a su acompañante: "Una tarde, estando yo en la tienda de Prast, calle del Arenal, vi salir al Infante con un paquetito de dulces ó pasteles que debían de ser para sus niños". Ya antes la había mencionado en su novela La desheredada con este recorrido gastronómico: 

De la Plaza Mayor hacia el Sur escasea el mazapán cuanto abunda el cascajo. La escala gradual de la gastronomía abraza desde los refinamientos de Pecastaing, Prast y la Mahonesa, hasta la cuartilla de bellota y la pasta de higos pasados que se vende en una tabla portátil hacia las Yeserías. El enorme pez de Pascuas comprende todas las partes y substancias de cosa pescada, desde el ruso caviar hasta el escabeche y el arenque de barril, que brilla como el oro y quema como el fuego.
La desheredada, capítulo 14

Y vuelve a citarla en Lo prohibido, otra de sus novelas ejemplares del "ciclo de la materia", con este encadenado de sugerentes incógnitas:

¿Cuántas docenas de pares de medias de seda de color tenía? ¿A qué hora se peinaba? ¿Era cierto que se daba baños de leche de burras para conservar la tersura terciopelosa del cutis? ¿Traía el calzado de París? Los jueves, ¿cuántos vinos servían? ¿Compraba Champagne de Reus, haciéndole poner etiquetas de la Viuda Cliquot? ¿Era cierto que debía a Prast más de seis mil duros? ¿Y a qué jugaban en la casa, al whist, a la besigue o al monte limpio? ¿Era verdad que no pagaba nunca cuando perdía? ¿Era cierto que anunciaba a los amigos con quince días de anticipación el día de su santo para que fueran preparando los regalos?...
Lo prohibido, capítulo XXI

Otra escritora contemporánea de Galdós, Emilia Pardo Bazán, en su cuento En tranvía observa y explica que "los fruteros de cristal del comedor sólo aguardan la escogida fruta o el apetitoso dulce que la dueña en persona eligió en casa de Martinho o de Prast".

## Reconocimientos
La Confitería Prast recibió premios en las ferias de Madrid (1867 y 1871), Valencia (1867), Zaragoza (1868), Viena (1873), así como la medalla de oro en la Exposición Universal de Bruselas (1910).